# Megaselia lindbergi
Megaselia lindbergi är en tvåvingeart som beskrevs av Rudolf Beyer 1959. Megaselia lindbergi ingår i släktet Megaselia och familjen puckelflugor. Inga underarter finns listade i Catalogue of Life.